# Касаока
Касаока (яп. 笠岡市) — місто в Японії, у префектурі Окаяма. Муніципальний округ також включає 31 віддалений острів, в тому числі сім населених островів в архіпелазі островів Касаока у внутрішньому морі Сето.

## Історія
Територія Касаока є частиною стародавньої провінції Бітчу, і численні знахідки мушель періоду Дзьомон підтверджують, що ця місцевість була заселена ще з доісторичних часів. Вважається, що назва "Касаока" походить від зони впливу "клану Касаомі" стародавнього королівства Кібі. Замок Касаока був збудований Муракамі Такасіґе наприкінці періоду Муроматі і перебував під контролем клану Морі в період Сенґоку. За часів сьоґунату Токуґава періоду Едо ця місцевість стала частиною території клану Мізуно у володіннях Фукуяма. Мізуно інвестували величезні суми грошей у проекти цивільного будівництва, щоб сприяти розвитку нових рисових полів у Касаока, які спочатку мали мало рівнинної землі. Однак у середині періоду Едо володіння занепало, і територія Касаока близько 170 років, до кінця періоду Едо, перебувала під владою тенрьо.
Після реставрації Мейдзі село Касаока було засноване в межах району Ода, Окаяма, зі створенням сучасної системи муніципалітетів 1 червня 1889 року. Статус селища було надано 23 жовтня 1891 року, а статус міста - 1 квітня 1952 року. Через тісні історичні, культурні та економічні зв'язки з містом Фукуяма були зроблені пропозиції щодо злиття двох муніципалітетів.

## Освіта
У Касаока є 18 державних початкових шкіл, дев'ять державних середніх шкіл, якими керує міська влада, і одна приватна середня школа. У місті є чотири державні середні школи, якими керує Рада з питань освіти префектури Окаяма. Префектура також управляє однією спеціальною школою для дітей з обмеженими можливостями.

## Міста-побратими
Має наступні міста-побратими:
- Ода, Японія (1990)
- Mörbylånga, Швеція (1999)
- Кота-Бару, Малайзія (1999)